# Ein Virus kennt keine Moral
Ein Virus kennt keine Moral aus dem Jahr 1986 von Rosa von Praunheim ist der erste deutsche Film über HIV/AIDS.

## Handlung
Eine Gruppe von gegensätzlichen Figuren teilt eine Gemeinsamkeit: Alle haben mit dem Thema AIDS zu tun. Da ist einmal Rüdiger, ein konservativer Schwuler, der eine Sex-Sauna betreibt. Christian, ein frommer Mann, der sich aufopferungsvoll um seinen an AIDS erkrankten Lebensgefährten kümmert. Eine kuriose Blutmedizinerin, die versucht, den Ursprung des HI-Virus zu ermitteln und ihren Patienten nicht gänzlich ohne Schadenfreude ihre positiven Testergebnisse mitteilt. Eine Reporterin, die als Mann verkleidet versucht, die Schwulenszene auszuspionieren … Schließlich beschließt die Regierung, die Infizierten auf der Insel Helgoland zu isolieren, um die Epidemie einzudämmen. Doch die Betroffenen wehren sich tapfer.

## Notizen
Der TV- und Kinofilm feierte seine Uraufführung 1986 bei den Internationalen Filmfestspielen von Berlin und wurde unter anderem 1987 beim San Francisco International Film Festival und Denver International Film Festival gezeigt. Der Film fand international viel Beachtung und wird noch heute gezeigt.
Ein Virus kennt keine Moral war der erste deutsche Film über AIDS und einer der ersten Filme über die HIV bedingte Infektionskrankheit weltweit. 35 Jahre später (2021) listete die AIDS-Hilfe den Film immer noch unter den 10 international bedeutendsten Filmen über HIV/AIDS auf.

## Rezeption
Der erste deutsche Film über HIV/AIDS wurde sehr positiv von der Kritik aufgenommen, wovon zur damaligen Zeit, die für einen politisch repressiven und gesellschaftlich diskriminierenden Umgang mit Betroffenen bekannt ist, nicht auszugehen war, zumal der Film sehr progressiv ist und ganz im Stil des Regisseurs ignorante Politiker, die rein auf Profit bedachte Pharmaindustrie sowie Teile der Gesellschaft, die Infizierte wie Aussätzige behandelt, anprangert: „Ein Virus kennt keine Moral, eine wilde, fantasievolle, verstreute Brecht-ähnliche Allegorie, die zum Teil in einer Schwulen-Sauna spielt, wurde zu einem der ersten und provokativsten Angriffe auf die Heuchelei und Ignoranz der Politik und Wirtschaft rund um die AIDS-Krise.“ (Los Angeles Times) Im Rückblick steigerten sich sogar die Bewertungen: „Die bitterböse und trashige Rundum-Attacke gegen schwule Dummköpfe, rücksichtslose Geschäftemacher in den eigenen schwulen Reihen, zynische Mediziner, die Spekulationspresse und verlogene Frömmler überzeichnet schamlos und war damit im Entstehungsjahr 1985 der akuten Situation weit voraus.“ (Magazin der Deutschen AIDS-Hilfe, 2021) „Der erste deutsche Spielfilm zum Thema AIDS kam früh. 1986 existierte noch kein einziges Therapeutikum, das HI-Virus war gerade erst benannt, Rock Hudson das erste prominente Opfer. Deutsche Mediziner spielten die Gefahr entweder herunter oder dachten laut über ein ‚Aids-Ghetto‘ nach. Rosa von Praunheims Film zeichnet die Unsicherheiten, Hysterien, Verharmlosungen und den aufflammenden Schwulenhass in der Gesellschaft nach – mit den Mitteln einer anarchischen Klamotte, mit grober Überzeichnung, mit skandierten Parolen, quasi als Revue unhaltbarer Aussagen.“ (Deutsches Historisches Museum – Zeughauskino, 2015) Das Main-Echo schrieb 2022 in einem Artikel über die Historie der AIDS-Filme: „Besonders eindrucksvoll sind frühe Filme, die oft klug die Hysterie in der Gesellschaft, die Brüche in der besonders betroffenen Schwulencommunity sowie Ängste und Geschäftemacherei anprangerten. Darunter [...] Rosa von Praunheims Film Ein Virus kennt keine Moral (1986).“ Der Erzählstil des Regisseurs ist zum Teil durchaus provokativ, aber dem aufklärerischen und emanzipatorischen Zweck geschuldet, wird Rosa von Praunheim für seine Leistungen anerkannt. Der renommierte Kritiker Jerry Tallmer, Mitbegründer des Obie Award, schrieb in der US-amerikanischen Zeitung The Record über den Regisseur: „[...] Rosa (eigentlich Holger) von Praunheim, der brillante, bissige Regisseur von solch bahnbrechenden schwulen Revolutionswerken wie Schweigen = Tod und Ein Virus kennt keine Moral.“ „Als Persönlichkeit des öffentlichen Lebens zeichnet sich Rosa durch seine farbenfrohen Possen aus, wird aber auch für seine sehr ernsthafte Arbeit als Aktivist in der queeren Befreiungsbewegung respektiert. Seine Haltung zu kontroversen Themen war oft unorthodox, aber sie hat LGBTIQ*-Themen weltweit beeinflusst.“ (Filmhuis Cavia, 2021)